# Baruch Czerwiec
Baruch Czerwiec – polski aktor teatralny żydowskiego pochodzenia, wieloletni aktor Teatru Żydowskiego w Łodzi i Dolnośląskiego Teatru Żydowskiego we Wrocławiu.

## Kariera
Dolnośląski Teatr Żydowski we Wrocławiu
- 1955: Młyn
- 1955: Matka Rywa
- 1953: Meir Ezofowicz

Teatr Żydowski w Łodzi
- 1952: Glikl Hameln żąda...
- 1951: 200.000
- 1950: Sen o Goldfadenie